# Zoe, Duncan, Jack & Jane
Zoe, Duncan, Jack & Jane  è una serie televisiva statunitense in 26 episodi trasmessi per la prima volta nel corso di 2 stagioni dal 1999 al 2000.

## Personaggi
- Zoe Bean (stagioni 1-2), interpretata da Selma Blair.
- Jack Cooper (stagioni 1-2), interpretato da Michael Rosenbaum.
- Jane Cooper (stagioni 1-2), interpretata da Azura Skye.
- Duncan Milch (stagioni 1-2), interpretato da David Moscow.
- Mrs. Bean (stagione 1), interpretata da Mary Page Keller.
- Lisa (stagione 1), interpretata da Jacinda Barrett.
- Breeny Kennedy (stagione 1), interpretata da Sara Rue.
- Mrs. Milch (stagione 1), interpretata da Amy Aquino.
- Montana Kennedy (stagione 1), interpretato da Scott Foley.
- Norb Schaffer (stagione 2), interpretato da Erik Aude.
- Andy (stagione 2), interpretato da Hamilton von Watts.

## Produzione
La serie, ideata da Daniel Paige e Sue Paige, fu prodotta da Touchstone Television e Warner Bros. Pictures e girata  a Burbank in California. Le musiche furono composte da Stephen Bertrand. Il titolo di lavorazione fu Zoe Bean. Dalla seconda stagione il titolo in patria divenne Zoe... quando il personaggio di Zoe Bean diviene la protagonista.

### Registi
Tra i registi della serie sono accreditati:
- Brian K. Roberts (6 episodi, 1999-2000)
- Jeff McCracken (4 episodi, 1999)
- Jonathan Weiss (3 episodi, 1999)
- Craig Zisk (3 episodi, 1999)
- James Hampton (3 episodi, 2000)
- Gil Junger (3 episodi, 2000)
- Robert Berlinger (2 episodi, 2000)

## Distribuzione
La serie fu trasmessa negli Stati Uniti dal 1999 al 2000 sulla rete televisiva The WB Television Network. In Italia sono stati trasmessi su Rai 2 i 13 episodi della prima stagione con il titolo originale.
Alcune delle uscite internazionali sono state:
- negli Stati Uniti il 17 gennaio 1999 (Zoe, Duncan, Jack & Jane o Zoe...)
- in Francia il 23 settembre 1999 (Zoé, Duncan, Jack et Jane)
- in Australia il 28 novembre 1999 (Zoe)
- in Israele il 11 giugno 2000
- in Islanda il 6 ottobre 2000
- in Spagna (Zoe, Duncan, Jack y Jane)
- in Italia (Zoe, Duncan, Jack & Jane)

## Episodi
| Stagione         | Episodi | Prima TV USA | Prima TV Italia |
| ---------------- | ------- | ------------ | --------------- |
| Prima stagione   | 13      | 1999         | 2004            |
| Seconda stagione | 13      | 2000         | inedita         |